# Hàpax legòmenon

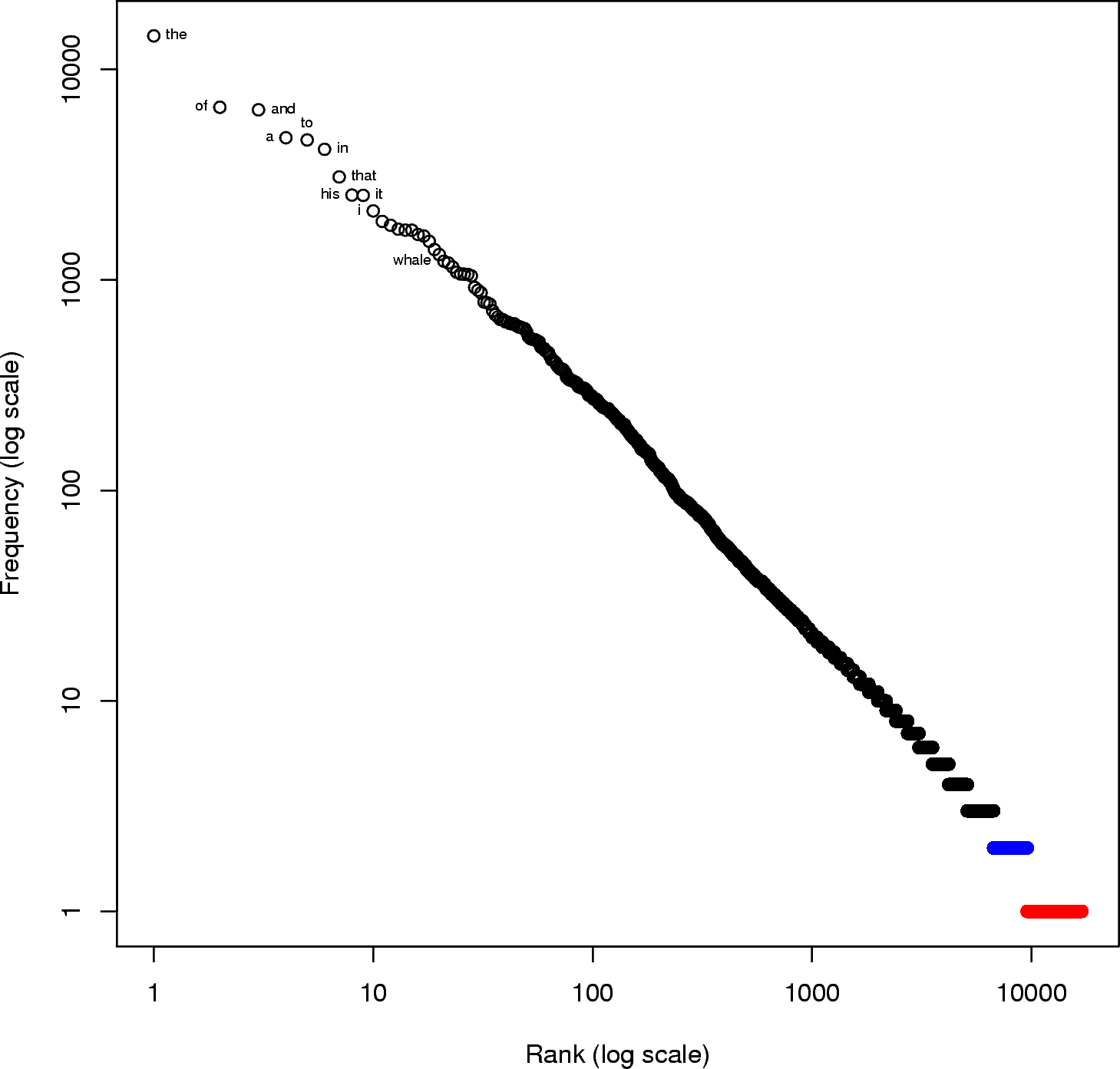
Gràfic en escala logarítmica de freqüència dels mots a l'original anglès de Moby Dick. El 44% de les paraules que s'hi usen són hàpax legòmenon (en vermell) i el 17% són dis legòmena (en blau). La Llei de Zipf preveu que aquesta mena de gràfics traçaran una línia recta decreixent.

Un hàpax o hàpax legòmenon és una paraula o forma lingüística que apareix documentada només una sola vegada en un context determinat: en el registre escrit d'una llengua, en els treballs d'un autor o en un text únic. El mot hàpax prové del grec clàssic ἅπαξ λεγόμενον, hápax legómenon, que significa ‘alguna cosa que es diu una sola vegada’.
Contra el que podria semblar, els hàpaxos són bastant comuns, com ja va pronosticar la Llei de Zipf. En corpus grans, aproximadament entre el 40% i 60% de les paraules són hàpaxs, i un 10% o 15% més són dis legòmena, o mots que es troben només dues vegades en tot el corpus.

## Importància
Els hàpaxos en textos antics són especialment difícils de desxifrar, ja que és més fàcil de deduir el significat d'un mot amb l'ajuda de diversos contextos que només amb un de sol. Per exemple, moltes paraules de l'escriptura maia que no han estat desxifrades són, en realitat, hàpaxos. Per altra banda, els hàpaxos dels textos bíblics sovint suposen dificultats en les traduccions i interpretacions de la Bíblia. També suposen un repte per al processament de llenguatge natural.
En canvi, alguns experts consideren que els hàpaxos poden ser útils per determinar l'autoria d'obres escrites. Per exemple, cadascuna de les obres de Shakespeare conté un percentatge similar de hàpaxos, la qual cosa ajuda a determinar si un text és veritablement atribuïble a Shakespeare o no. Aquest aspecte és considerat molt útil pel que fa a textos i autors de l'antiguitat, on l'autoria i l'atribució és especialment complexa.
Tanmateix, es pot trobar una variació notable de l'ús de hàpaxos entre treballs que se sap que provenen d'un sol autor; i, així mateix, autors diferents poden tenir una ràtio de hàpaxos similar en els seus textos. Així doncs, els hàpaxos no es poden utilitzar per si sols com a indicadors de l'autoria d'un text: actualment, els estudis d'autoria usen diversos indicadors, complexos i plurals, per determinar patrons d'escriptura.
A part de la identitat dels autors, hi ha altres factors que poden explicar el nombre de hàpaxos en un determinat context:
- La llargada de text: la llargada del text afecta directament el nombre i percentatge d'hàpax.

- El tema de text: si l'autor escriu sobre temes diferents, el lèxic específic es donarà només en contextos limitats.

- El destinatari del text: l'autor d'una determinada obra o text emprarà un vocabulari i un estil diferents per dirigir-se a un col·lega, un estudiant, la seva parella o el seu cap.

- El temps: amb el pas dels anys, canviarà tant la llengua com els coneixements d'un autor com l'ús que fa de la llengua.

## Informàtica
En el camp de la lingüística computacional i el processament de llenguatge natural, especialment en la lingüística de corpus i l'aprenentatge automàtic, és comú no incloure els hàpaxos (i de vegades també les paraules infreqüents) com a objecte d'estudi, ja que normalment solen tenir poc valor per a les tècniques computacionals. Aquest fet té el benefici afegit de reduir significativament l'ús de memòria d'una aplicació o programa, ja que, com diu la Llei de Zipf, un percentatge considerable de paraules d'un text són hàpaxos.

## Exemples
A continuació es proposen alguns exemples de hàpaxos en algunes llengües o corpus.

### Exemples de l'hebreu
Hi ha aproximadament 1500 hàpaxos en l'Antic Testament; tanmateix, a causa de les arrels hebrees, els sufixos i els prefixos, només 400 són veritables hàpaxos. Es pot consultar la llista completa a l'entrada "Hapax Legomena" de l'Enciclopèdia Jueva.
Alguns exemples concrets són: 
- Gvina (גבינה, ‘formatge’) és un hàpax de l'hebreu bíblic, que es troba només a Job 10:10. La paraula s'ha fet extremadament comuna en Hebreu modern.
- Akut (אקוט, ‘va lluitar’), només apareix una vegada a la Bíblia Hebrea, a Salms 95:10.
- Lilith (לילית) apareix una vegada a la Bíblia Hebrea, a Isaïes 34:14, on es descriu la desolació d'Edom. Existeixen diverses propostes de traducció.
- Atzei Gopher (עֲצֵי-גֹפֶר, ‘fusta de gopher’) apareix una vegada a la Bíblia, a Gènesi 6:14, quan Déu ordena a Noè que construeixi l'arca de fusta de gopher. Com que és un mot que només apareix aquesta única vegada, el significat literal està perdut. Gopher és una simple transliteració de l'hebreu, tot i que sovint les traduccions actuals de la Bíblia opten per ‘fusta resinosa’ o ‘fusta de xiprer’, en consonància amb els suggeriments dels investigadors.[8]

### Exemples del grec
- παναώριος (panaorios), que significa ‘molt inoportú’ en grec antic, és una de moltes paraules que trobem només una vegada a la Ilíada (Il, 24, 540).

- El Nou Testament en grec conté 686 hàpaxos,[9] dels quals, 62 es troben a la Primera carta de Pere i 54 a la Segona carta de Pere.[10]

- Segons Clyde Pharr, la Ilíada conté 1097 hàpaxos, i l'Odissea en conté 868.[11]

### Exemples del llatí
- Mnemosynus, presumiblement significa ‘record’, però només apareix en el poema 12 dels Carmina de Catul.

- Deproeliantis, el participi del verb deproelior, que significa ‘lluitar feroçment’ o ‘lluitar violentament’, només apareix en la línia 11 de les Odes d'Horaci 1.9.

- Ambacu, una paraula relativa a un plat de carn, que només apareix al llibre II de les Metamorfosis d'Apuleu.

### Exemples de l'àrab
- Els noms propis Iram (Q 89:7, Wabar), Bābil (Q 2:102, Babilònia), Bakka(t) (Q 3:96, antic nom per designar la Meca), Jibt (Q 4:51), Ramaḍān (Q 2:185, Ramadà), ar-Rūm (Q 30:2, Antiga Roma), Tasnīm (Q 83:27), Qurayx (Q 106:1), Majūs (Q 22:17), Mārūt (Q 2:102), Makka(t) (Q 48:24, la Meca), Nasr (Q 71:23), (Ḏū) an-Nūn (Q 21:87) i Hārūt (Q 2:102, Harut and Marut) apareixen només una vegada a l'Alcorà.[12]

- zanjabīl (زَنْجَبِيل, ‘gingebre’), també és un hàpax de l'Alcorà (Q 76:17).

- L'epítet aṣ-ṣamad (الصَّمَد, ‘l'Etern’) és un dels Noranta-nou noms de Déu de l'Alcorà (Q 112:2).

### Exemples de l'italià
- Ramogna apareix només una vegada en la literatura italiana, precisament a La Divina Comèdia, (Purgatori XI, 25), de Dante

- Trasumanar és un altre hàpax de La Divina Comèdia de Dante, (Paradís I, 70).

### Exemples de l'anglès
- Honorificabilitudinitatibus és un hàpax de les obres de Shakespeare.

- Nortelrye, que es tradueix per "educació", apareix només una vegada en totes les obres de Chaucer.

- Slæpwerigne apareix una vegada al corpus de l'Anglès antic, i el seu significat és discutit.

### Exemples del català
- Tabac: animal carnisser (tabach).[13]
- Mandraig: obra portuària.[14]